# 城口镇
城口镇是中华人民共和国广东省仁化县内的一个镇，位于仁化县东北部，距县城38公里。
城口镇东与长江镇为邻，南接仁化镇，西边是红山镇，北面与湖南省汝城县接壤。
公元前207年，南越王赵佗在此筑城，便这里成为南越北端隘口，因此得名城口，沿用至今。 
城口镇地处粤北山区，全镇以山地为主，主要的河川是两条锦江的支流：城口东河和城口西河。

## 行政区划
现辖：
城口社区、东罗村、东坑村、城群村、上寨村、东光村、恩村和厚坑村。